# Мухаммад аль-Муфид
Шейх Муфид (араб. الشیخ المفید‎; 22 мая 948, Багдад — 29 ноября 1022, Багдад), настоящее имя — Мухаммад ибн Мухаммад ибн Нуман аль-Багдади аль-Кархи, известный также как Ибн аль-Му’аллим (сын учителя) — выдающийся шиитский учёный, теолог, законовед, историк, хадисовед, автор труда «Китаб аль-иршад», посвящённого жизнеописанию двенадцати имамов.

## Жизненный путь
Шейх Муфид родился в 336 или, по другим подсчётам, 338 году хиджры (948 или 950 году нашей эры). В очень раннем возрасте переселился вместе с родителями в Багдад, где он получил своё образование и в дальнейшем преподавал исламские науки. Сообщается, что Муфид, возможно, вырос в районе Карх, населённом преимущественно шиитами. В связи с этим Шейх Муфид получил нисбу (прозвище) аль-Багдади и аль-Кархи.
Шейх Муфид жил и преподавал в Багдаде в период правления династии Буидов, которые, предположительно, были зейдитами, предоставили шиитам-двунадесятникам достаточную религиозную свободу, в связи с чем их учёные получили возможность распространять шиитское учение. В эпоху царствования Буидов даже мероприятия в честь праздника Гадир Хум и в память об Ашуре проходили на официальном уровне публично и на совершенно законной основе. Тем самым, шейх Муфид мог свободно обучать людей в рамках данной школы, будучи близким и к имамитским, и к мутазилитским кругам.
К этому времени уже был составлен такой шиитский сборник хадисов, как «аль-Кафи» аль-Кулайни — а известно, что в основу всех шиитских сводов преданий, в свою очередь, легли так называемые 400 усуль — первичные свитки хадисов, записанных за пророком Мухаммадом и двенадцатью имамами. В свою очередь, шейх Муфид учился у другого знаменитого шиитского собирателя хадисов — шейха Садука, составителя сборника «Ман ла йахдуруху-ль-факих».
Со временем шейх Муфид стал ведущим учёным шиитов-имамитов своего времени. Учениками шейха Муфида, в свою очередь, стали такие выдающиеся шиитские богословы, как составитель «Нахдж аль-балага» Шариф ар-Рази (ум. 1015), его брат Шариф аль-Муртаза (ум. 1044) и Абу Джафар ат-Туси.
Кроме того, шейх Муфид оставил богатое литературное наследие, насчитывающее около 200 работ — главным образом, исследования на религиозную тематику и полемические сочинения.
Шейх Муфид умер в 413 г. хиджры (1022 году нашей эры). На его похоронах собралось множество людей. Изначально он был погребён в собственном доме, однако впоследствии был перезахоронен в шиитском сакральном комплексе Казимейн.

## Китаб аль-Иршад
Этот главный труд своей жизни шейх Муфид написал ещё до того, как он достиг сорокалетнего возраста.
Книга «Китаб аль-Иршад» состоит из двух частей. Первая посвящена жизнеописанию первого имама шиитов Али ибн Абу Талиба, вторая же — жизненному пути остальных одиннадцати шиитских имамов. В своём труде шейх Муфид повествует о достоинствах и героизме имама Али, приводя свидетельства в пользу того, что пророк Мухаммад назначил его своим преемником. Он также подробно описывает ту роль, которую имам Али играл в период посланнической миссии Мухаммада вплоть до его кончины. Кроме того, шейх Муфид приводил примеры судебных решений, вынесенных имамом Али. Солидная часть труда «Китаб аль-Иршад» посвящена и периоду правления имама Али в качестве четвёртого халифа, а также его деятельности на благо ислама в эпоху первых трёх халифов. При этом шейх Муфид опирался на труды таких мусульманских историков, как Ибн Исхак (ум. 768) и аль-Вакиди (ум. 823).
В «Китаб аль-Иршад» шейх Муфид также собрал множество речей, произнесённых имамом Али по разным поводам: как на тему богословия, так и по текущим политическим событиям. Ряд исследователей отмечают, что Муфид привёл их в гораздо более систематизированном виде, нежели его последователь Шариф ар-Рази, ставший автором-составителем знаменитой книги «Нахдж аль-балага».
Вторая часть «Китаб аль-Иршад» посвящена личностям одиннадцати других имамов. Шейх Муфид фокусирует внимание не столько на их биографиях, сколько на аспектах их имамата, отображённых в хадисах.
Известно, что, помимо исторических трудов Ибн Исхака и аль-Вакиди, при написании «Китаб аль-Иршад» шейх Муфид опирался на следующие источники: работы Абу-ль-Фараджа, Ибн аль-Калби, аль-Мадаини, Яхъи ибн аль-Хасана аль-Алауи, Ибн аль-Джиаби и ат-Табари; свод «Аль-Кафи» за авторством аль-Кулайни; «Китаб аль-гайба» ан-Ну'мани.

## Использованные источники
- I.K.A. Howard. The Life and Times of al-Shaykh al-Mufid // Shaykh al-Mufid. Kitab al-Irshad. The Book of Guidance into the
- Life of the Twelve Imams, translated into English by I.K.A. Howard, Qom, «Ansariyyan Publications», 2007.